# Гарбаї
Гарбаї — імператор (негус) Ефіопії. Деякі джерела відносять його до династії Загве.
Мало відомо про його правління, що, як стверджує Волліс Бадж, тривало 20 років. На його думку, Гарбаї помер близько 1330 року. Інші джерела вважають, що негус помер до 1270, коли на трон зійшов Єкуно Амлак.